# 생바르텔레미의 문장

생바르텔레미의 문장

생바르텔레미 집합체의 문장은 3개의 가로 줄무늬 (페스 당 분할), 3개의 금 백합 문양, 파란색의 흰색 몰타 십자, 빨간색의 금색 왕관 3개로 구성되어 있다. "오운타라오" 원주민들이 섬을 불렀다. 방패 위에는 벽화 왕관이 있다.